# Adrapsa titysusalis
Adrapsa titysusalis är en fjärilsart som beskrevs av Walker 1859. Adrapsa titysusalis ingår i släktet Adrapsa och familjen nattflyn. Inga underarter finns listade i Catalogue of Life.